# Razorblade Suitcase
Razorblade Suitcase è il secondo album in studio del gruppo musicale post-grunge inglese Bush, pubblicato nel 1996 da Trauma Records e Interscope Records.

## Il disco
È caratterizzato da un suono un po' più dark del precedente, Sixteen Stone, il che ha indotto la critica a confronti fra Razorblade Suitcase e il terzo album dei Nirvana In Utero, sia perché entrambi sono arrivati dopo un album di grande successo, sia perché ambedue i gruppi si sono avvalsi della collaborazione di Steve Albini, produttore di entrambi gli album. Per stessa ammissione del leader Gavin Rossdale, ai tempi la band era più impegnata ad emulare i Pixies, band alternative americana dei primi anni novanta, di cui Albini aveva registrato l'LP Surfer Rosa, mentre l'artwork di Razorblade Suitcase porta la firma di Vaughan Oliver e V23, che avevano curato anche l'artwork per Surfer Rosa.
Il titolo provvisorio dell'album era Ghost Medicine, ma fu cambiato per ragioni sconosciute. Il titolo Razorblade Suitcase proviene da un verso della traccia Synapse, contenuta nell'album.
Come Nevermind per i Nirvana, il precedente album dei Bush, Sixteen Stone, aveva conquistato un forte appeal radiofonico grazie alla sua impronta potente e melodica tipica del grunge, e perciò aveva venduto milioni di copie. Razorblade Suitcase, invece, si rivela un album molto più duro, abrasivo, sicuramente meno radio-friendly, e nonostante raggiunga la prima posizione nella top 200 di Billboard (Sixteen Stone si era fermato alla n.4), non riesce a ripetere il successo del precedente, specialmente negli USA.
Swallowed, primo singolo estratto dall'album, ottiene un grande successo in America, grazie alle sue connotazioni melodiche e ruvide al contempo e ai riff trascinanti della chitarra solista; costituisce un vero e proprio traino per l'intero album. Seguono Greedy Fly, uno dei pezzi più potenti dell'album, violenza rock dall'onda d'urto devastante, e la ballata Bonedriven. 
Un remix di Mouth verrà pubblicato sull'album Deconstructed ed otterrà un discreto successo.

## Tracce
Testi e musiche di Gavin Rossdale.
1. Personal Holloway – 3:23
2. Greedy Fly – 4:30
3. Swallowed – 4:51
4. Insect Kin – 4:27
5. Cold Contagious – 6:00
6. A Tendency to Start Fires – 4:04
7. Mouth – 5:45
8. Straight No Chaser – 4:02
9. History – 4:17
10. Synapse – 4:52
11. Communicator – 4:25
12. Bonedriven – 4:32
13. Distant Voices – 6:20
14. Broken TV – 4:28 – Japanese bonus track

Durata totale: 65:56
- 23 Seconds (traccia fantasma)
- Le tracce A Tendency to Start Fires, Straight No Chaser e Synapse non sono presenti nelle'dizione in vinile.

## Versione remaster 20º anniversario
Il 16 dicembre 2016 viene pubblicata la versione remaster dell'album, sotto il nome di "Razorblade Suitcase - In Addition" con delle tracce aggiuntive "Old", "Broken TV", "Sleeper" e "Bubbles". Tutti B-sides già circolanti ma mai pubblicati ufficialmente. L'uscita in vinile è previsto per il 2017.

## Formazione
- Gavin Rossdale – voce, chitarra
- Nigel Pulsford – chitarra, cori
- Dave Parsons – basso
- Robin Goodridge – batteria